# Formel Nippon 2003
Formel Nippon 2003 kördes över 10 omgångar. Satoshi Motoyaman blev mästare, vilket var hans tredje titel i serien.

## Delsegrare
| Datum        | Bana   | Vinnare            |
| ------------ | ------ | ------------------ |
| 23 mars      | Suzuka | Satoshi Motoyama   |
| 6 april      | Fuji   | Satoshi Motoyama   |
| 27 april     | Mine   | Satoshi Motoyama   |
| 8 juni       | Motegi | Juichi Wakisaka    |
| 6 juli       | Suzuka | Richard Lyons      |
| 27 juli      | Sugo   | Satoshi Motoyama   |
| 31 augusti   | Motegi | Benoît Tréluyer    |
| 21 september | Mine   | Benoît Tréluyer    |
| 19 oktober   | Motegi | Toshihiro Kaneishi |
| 2 november   | Suzuka | Juichi Wakisaka    |

## Slutställning
| Plats | Förare             | Poäng |
| ----- | ------------------ | ----- |
| 1     | Satoshi Motoyama   | 56    |
| 2     | Benoît Tréluyer    | 35    |
| 3     | Juichi Wakisaka    | 31    |
| 4     | Toshihiro Kaneishi | 22    |
| 5     | André Lotterer     | 22    |
| 6     | Richard Lyons      | 22    |
| 7     | Yuji Ide           | 19    |
| 8     | Takeshi Tsuchiya   | 16    |
| 9     | Ryo Michigami      | 13    |
| 10    | Takashi Kogure     | 11    |
| 11    | Tsugio Matsuda     | 7     |
| 12    | James Courtney     | 3     |
| =     | Naoki Hattori      | 3     |
| 14    | Ryo Fukuda         | 1     |
| =     | Hideki Noda        | 1     |